# Наталівка (Звягельський район)
Ната́лівка — село в Україні, у Звягельському районі Житомирської області. Населення становить 1344 осіб.

## Історія
Колишні назви Наталіївка, Наталієндорф, до 1939 року колонія Романівецької волості Новоград-Волинського повіту Волинської губернії. Відстань від повітового міста 4 версти, від волості 14. Дворів 38, мешканців 274.

## Легенда про походження назви села
З покоління в покоління передається легенда про походження назви села Наталівка. Це було тоді, коли Возвягель (пізніше Новоград-Волинський, Звягель) належав до Галицько-Волинського князівства, річка Случ була судноплавною. Раз у рік з усіх усюд до міста прибували купці на ярмарок. Тож одного року пропливав річкою молодий купець чи панок зі своєю дружиною. І так замилувались вони нашим краєвидом, що вирішили купити тут землю і осісти. Як задумали так і зробили. Невдовзі на лівому березі річки з'явився розкішний маєток. Від будинку і до самої річки вели сходи обсаджені з обох боків вишуканими квітами. Навколо обійстя розкинувся величезний сад. Коли навесні сад зацвітав - то будинок здавався кораблем у квітучому морі. Незабаром у молодій сім'ї, одна за одною, з'явились на світ три донечки та такі гарні мов квіточки, батьки їх дуже любили і вирішили увіковічити їхні імена. Тож ім'ям кожної дочки нарекли село. За цією легендою так виникли села Олександрівка, Наталівка, Єлізавет.

## Населення

### Мова
Розподіл населення за рідною мовою за даними перепису 2001 року:
| Мова       | Кількість | Відсоток |
| ---------- | --------- | -------- |
| українська | 1302      | 96.88%   |
| російська  | 38        | 2.83%    |
| румунська  | 2         | 0.15%    |
| німецька   | 1         | 0.07%    |
| польська   | 1         | 0.07%    |
| Усього     | 1344      | 100%     |

## Сучасність
На території села збудовано, за підтримки сільської ради, відпочинковий комплекс, на березі місцевої водойми «Океан», де під час свят та урочистотей збирається все населення села, реконструйовано сільський стадіон, де честь села Наталівка захищає ФК «Скала». Також, на території села є гімназія, дитячий садок "Барвінок", 4 продуктові магазини, медпункт, льонозавод та діюча пилорама.

## Уродженці
Микола Абрамович Козачок (* 1926 — † 2008) — учасник Другої світової війни, Герой Радянського Союзу.